# Леонард Клајнрок
Леонард Клајнрок (енгл. Leonard Kleinrock; Њујорк, 13. јун 1934) амерички је научник, познат као човек који је утемељио интернет, а засновао га је на базичним принципима технологије пакетног преноса. Развио је математичку теорију мреже података читаву деценију пре рођења интернета, издавач је прве књиге и чланка о тој теми, а најзначајнији подухват је пренос прве поруке која је икад послана интернетом (1969. године). Радио је на универзитету UCLA у оквиру пројекта ARPANET.

## Образовање и каријера
Клајнрок је рођен 13. јуна 1934. године на Менхетну у Њујорку. Средњу научну школу завршио је у Бронксу 1951. године, а бечелор диплому из електротехнике стекао је 1957. године на Градском колеџу у Њујорку. Магистрирао и докторирао је електротехнику на МИТ (Massachusetts Institute of Technology), 1959. и 1963. године. Након тога запослио се на UCLA, где ради и данас, а од 1991. до 1995. године био је руководилац одела за компјутерску науку на овом универзитету.

## Допринос развоју интернета
Клајнрок је један од оснивача пројекта АРПАНЕТ, који је био зачетак данашње глобалне мреже. Његов серверски компјутер на UCLA је постао први АРПАНЕТ чвор у септембру 1969. године. Само месец дана касније, послао је прву поруку преко мреже. Наиме, прва порука послата је 29. октобра 1969. у 22:30 сати. Професор Клејнрок је надгледао свог студента и програмера Чарлија Клајна, који му је помогао да пошаљу поруку од компјутера UCLA SDS Sigma 7, до другог програмера, Била Дувала на локацији SRI SDS 940. Садржај поруке је била једноставна реч "login". Међутим, Клајнрок је успео проследити прва два слова и систем се срушио. Ипак, „ло“ ће остати упамћена као прва пренесена порука на интернету. Ипак, након што се компјутер упалио, целовита порука је стигла на дестинацију.
Справа која је кориштена за пренос, Interface Message Processor, чак и данас се налази на истом месту у 3420 Boelter Hall, као што се налазила и 1969. године. Функционисала је највише као модем тако што је слала податке од „домаћина“ на удаљену локацију.
Клајнроку, наравно, не припадају самосталне заслуге за посао који је обавио. На 35. годишњици интернета придружили су му се остали научници који су били ангажовани на АРПАНЕТ-у. То су: Лоренс Робертс, Роберт Кан и Винтон Серф. Винтон Серф, који је био Клајнроков ученик је заједно са Каном утемељио протокол TCP/IP, што је такође делимична заслуга Клејнрока.
Почетком 1988. године, Клајнрок је био руководилац групе која је поднела извештај Конгресу, под називом Према националној истраживачкој мрежи. Наиме, овај документ је био основа за израду регулативе која је довела интернет на незаустављив степен развоја.

## Чланства и награде
Леонард Клајнрок је члан Националне инжењерске мреже, Америчке академије наука и уметности; Удружења ИЕЕЕ, АЦМ и ИНФОРМ. Најзначајнија награда која му је додељена је Национална медаља за науку коју му је 2008. године уручио тадашњи предеседник Америке, Џорџ Буш. Поред ње, добитник је награда: Ericsson Prize, NAE Draper Prize, Marconi Prize и Okawa Prize.

## Радови
- Kleinrock, Leonard (May 1961). "Information Flow in Large Communication Nets[мртва веза]". Ph.D. Thesis Proposal (Massachusetts Institute of Technology).
- Kleinrock, Leonard (July 1961). "Information Flow in Large Communication Nets[мртва веза]". RLE Quarterly Progress Report (Massachusetts Institute of Technology).
- Kleinrock, Leonard (April 1962). "Information Flow in Large Communication Nets[мртва веза]". RLE Quarterly Progress Report (Massachusetts Institute of Technology).
- Kleinrock, Leonard (December 1962). "Message Delay in Communication Nets with Storage[мртва веза]". (PhD thesis) (Cambridge, MA: Massachusetts Institute of Technology).
- Kleinrock, Leonard. Communication Nets: Stochastic Message Flow and Design. McGraw-Hill. . . 1964. стр. 220. ISBN 978-0-486-61105-1. Недостаје или је празан параметар |title= (помоћ).
- Kleinrock, Leonard (2 January 1975). Queueing Systems: Volume I – Theory. New York: Wiley Interscience. стр. 417. ISBN 978-0-471-49110-1..
- Kleinrock, Leonard (22 April 1976). Queueing Systems: Volume II – Computer Applications. New York: Wiley Interscience. стр. 576. ISBN 978-0-471-49111-8..
- Kleinrock, Leonard; Kamoun, Farok „Hierarchical Routing for Large Networks, Performance Evaluation and Optimization”. Computer Networks. 1 (3): 155—174. јануар 1977..
- Kleinrock, Leonard; Gail, Richard (12 April 1996). Queueing Systems: Problems and Solutions. . Wiley-Interscience. стр. 240. ISBN 978-0-471-55568-1. Недостаје или је празан параметар |title= (помоћ).